# Aladár Gajáry
Aladár Gajáry (* 28. Februar 1929 in Kapuvár, Ungarn; † 29. März 2018 in Chur, Schweiz) war ein römisch-katholischer Priester, Theologe und Dogmatiker. 

## Leben
Aladár Gajáry studierte nach seinem Abitur in Kapuvár von 1947 bis 1956 Philosophie und Theologie an der Päpstlichen Universität Gregoriana in Rom. Stipendien der Alexander von Humboldt-Stiftung führten ihn an die Universitäten in Mainz und München. 1953 empfing er in Rom in der Kollegskirche des Pontificium Collegium Germanicum et Hungaricum de Urbe in Rom die Priesterweihe für das Bistum Székesfehérvár. 1958 wurde er mit der Dissertation „Die dogmatischen und aszetischen Grundlagen der Jungfräulichkeit in der Problematik von heute“ zum Dr. theol. promoviert. 
1958 wurde Gajáry als Nachfolger von Peter Gumpel SJ Repetitor für Theologie am Päpstlichen Collegium Germanicum et Hungaricum in Rom. 1964 wechselte er auf die Professur für Dogmatik und Fundamentaltheologie an das Priesterseminar St. Luzi nach Chur. Er war von 1978 bis 1982 Prorektor und von 1986 bis 1999 Rektor der Theologischen Hochschule Chur. 2000 wurde er emeritiert.

## Schriften
- Die dogmatischen und aszetischen Grundlagen der Jungfräulichkeit in der Problematik von heute. Rom 1964, OCLC 255167994.
- Hg.: Die Zeichen der Zeit erkennen. Theologische Zeitsignaturen am Beginn des 21. Jahrhunderts. Fribourg 2004, ISBN 3-7278-1480-2.